# Saint-Maurice-d’Ibie
Saint-Maurice-d’Ibie ist eine französische Gemeinde mit 213 Einwohnern (Stand 1. Januar 2022) im Süden des Départements Ardèche.

## Geographie
Saint-Maurice-d’Ibie liegt im Tal der Ibie, einem Nebental der Ardèche zwischen Villeneuve-de-Berg und Vallon-Pont-d’Arc.

## Bevölkerung
| Jahr                       | 1962 | 1968 | 1975 | 1982 | 1990 | 1999 | 2006 | 2018 |
| -------------------------- | ---- | ---- | ---- | ---- | ---- | ---- | ---- | ---- |
| Einwohner                  | 119  | 150  | 159  | 183  | 163  | 160  | 181  | 221  |
| Quellen: Cassini und INSEE |      |      |      |      |      |      |      |      |